# 中国—博茨瓦纳关系
中國—博茨瓦纳关系（法語：China–Botswana relations），是指歷史上的中國和博茨瓦納、以至現在中華人民共和國與博茨瓦納共和国之間的雙邊關係。中華人民共和國在1975年1月和博茨瓦納建交，於2015年成為該国其中一個最大的貿易夥伴。

## 歷史
博茨瓦纳近沙希河的考古遗址曾发现中国古代的青瓷:663。
博茨瓦納在1966年9月30日宣佈脫離英國，成為獨立國家，並在同年12月30日與當時已退到台灣的中華民國建交；但是，時任博茨瓦纳总统塞雷茨·卡馬在1970年代初出访坦桑尼亚和赞比亚，據說在得知中華人民共和國援建坦赞铁路後深受感動，决定未來要和中華人民共和國建交。博茨瓦納在1971年對聯合國大會2758號決議投赞成票，支持中華人民共和國在聯合國佔有一席，但当时的博茨瓦納與中華人民共和國尚未建立外交關係；此後，博茨瓦納得到中華人民共和國承諾施予援助。
1974年，博茨瓦納宣佈承認中華人民共和國，與中華民國斷絕外交關係；中華民國其後也與博茨瓦納斷交，並關閉派駐該國的大使館:73。同年，博茨瓦納反對南非施行種族隔離，因而遭到當時奉行种族主义的南非和羅德西亞侵扰；博茨瓦納從外國購買武器未果，向中華人民共和國求援，獲中華人民共和國免费提供武備。中華人民共和國和博茨瓦納最終在1975年1月建交。2024年9月5日，两国建立战略伙伴关系。

## 經貿關係
根據博茨瓦纳中央統計局的數據，中國在2014年出口了逾6.19億博茨瓦納普拉到當地（不包括香港和台灣）；博茨瓦納在同年則出口了逾4.74億博茨瓦納普拉到中國大陸。2015年，中国是博茨瓦纳其中一個最大的贸易伙伴。
博茨瓦纳是最大钻石生产国之一，中国則對珠宝、钻石等產品有巨大的需求；根據钻石生产商戴比爾斯的報告，中国进口了15%的博茨瓦纳钻石，成為當地出產钻石的第二大消费国。
中國商人何先永曾先後在博茨瓦纳設立紡織品公司、生產企業和工業園區，總投資額合共為5280萬美元；他設立的生產企業是博茨瓦纳全國最大的中資企業和紡織服裝廠（截至2012年），那家紡織品公司則是紹興首家海外投資的企業。但是，何先永在2012年因其企業無法償還債務而被博茨瓦纳當局拘捕，罪名為「非法吸收公眾存款」。

## 文化關係
博茨瓦纳大学有一所孔子学院，設有图书馆、展覽室等設施；該院曾出版一套在地化的漢語教材，結合博茨瓦纳的風土人情，適合當地人使用。2015年，博茨瓦纳大学孔子学院派員到偏遠地區推廣中華文化，舉行演唱、太极拳表演等演出，以促進兩國文化交流。
有博茨瓦纳華人在當地办報，出版《非洲华侨周报》等报刊，供博茨瓦纳、坦桑尼亚、赞比亚等非洲国家的人民閱讀。

## 援助
中華人民共和國在博茨瓦纳的援建项目既有铁路、公路等基礎建設，也有住宅；但是，該国國會曾有議員不滿中華人民共和國在當地的援建項目，認為這樣會影響當地人就業，而中華人民共和國的人員亦曾被指責對當地文化缺乏尊重。
中華人民共和國政府曾為博茨瓦纳援建學校，並贈予該校黑板、电脑等设备；中國駐博茨瓦纳大使館也曾向當地的學校捐贈物資。
中國曾多次派遣醫療隊到博茨瓦纳，队员在當地醫院和鄉間救治病人，提供健康教育，又向博茨瓦纳捐赠医疗設備和有關书籍；博茨瓦纳也有由中國援建的醫療設施。

## 外部連結
- 中华人民共和国驻博茨瓦纳共和国大使馆官方网站（简体中文）（英文）
  - 中华人民共和国驻博茨瓦纳共和国大使馆经济商务处官方网站（简体中文）